# 大島麻衣・浜松町歴8年目!
『大島麻衣・浜松町歴8年目!』（おおしままいはままつちょうれき8ねんめ）は、文化放送で放送されたラジオ番組である。
この番組では、AKB48に所属していた2007年から文化放送で5本の番組を経験し、2015年で8年目を迎える大島麻衣がトークを繰り広げる番組で、「浜松町に所縁のある人々」とトークを繰り広げるコーナーも設ける。
番組は半年で終了したが、直後の2015年10月からは『キニナル』内のフロート番組として『東京日野自動車プレゼンツ 大島麻衣ハイブリッド・トーク』が開始され、大島の文化放送の番組への出演は継続する。

## 放送時間の変遷
- 2015年4月5日 - 6月28日：日曜 2:00 - 2:30（土曜深夜）
- 2015年7月4日 - 9月26日：土曜 1:30 - 2:00（金曜深夜）

## パーソナリティ
- 大島麻衣